# Phobaeticus mucrospinosus
Phobaeticus mucrospinosus är en insektsart som beskrevs av Frank H.Hennemann och Oskar V.Conle 2008. Phobaeticus mucrospinosus ingår i släktet Phobaeticus och familjen Phasmatidae. Inga underarter finns listade i Catalogue of Life.